# Плавание под парусом

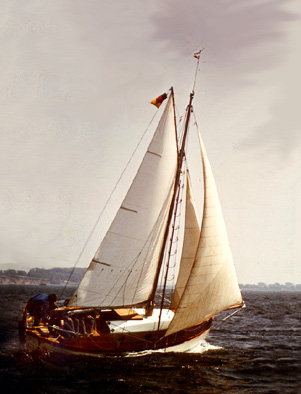

Пла́вание под па́русом —  искусство управления судном, имеющим паруса. Изменяя положение такелажа, руля, а иногда и киля и центра тяжести, матрос управляет силой ветра, давящего на паруса, чтобы изменить направление и скорость лодки. Мастерское управление требует знаний в навигации, кинематике, включая опыт управления парусами при разных условиях ветрености и условиях на воде, а также знания особенностей судна и его движения по воде, ориентации на местности, глубокое понимание того, что происходит вокруг.
Исторически хождение под парусом служило транспортным (или рыболовным) целям. Пока продолжают существовать несколько мест в мире, где парус — основа пассажирского, рыболовного и торгового флотов, но эти суда стали реже использоваться за счёт ДВС, которые стали доступны даже в самых бедных странах.
В современное время хождение под парусом всё больше существует как вид отдыха (или туризм) и происходит в виде прогулок по морю по заранее распланированному маршруту с обязательными стоянками.
В соревновательных целях хождение под парусом существует в виде парусного спорта. Могут быть одиночные и командные соревнования, а также регаты.
Хождение под парусом очень популярно в тех регионах, которые имеют прямой доступ к морям и океанам, а также в целом благоприятные для этого климатические и географические условия. Наиболее распространено хождение под парусом в странах Средиземноморья и Северной Европы.